# Erik Ørvig
Erik Ørvig (Kragerø, 3 de setembro de 1895 — Bergen, 8 de outubro de 1949) foi um velejador norueguês, campeão olímpico. Ele competiu nos Jogos Olímpicos de Verão de 1920 na classe 12 Metre e conquistou a medalha de ouro na disputa realizada segundo as regras de 1919 a bordo do Heira II com Olaf Ørvig, Arthur Allers, Kaspar Hassel, Thor Ørvig, Johan Friele, Martin Borthen, Egill Reimers e Christen Wiese.